# The Sniper (film 2009)
 The Sniper  (Sun cheung sau) è un film del 2009 diretto da Dante Lam.

## Trama
Tre tiratori scelti della polizia di Hong Kong vengono avvicinati da un giovane immischiato in una vecchia diatriba tra il suo maestro e un ex-appartenente del gruppo. Quest'ultimo, uscito da poco dal carcere, crede di potersi in qualche modo redimere alleandosi con uno dei peggiori criminali della città, finendo così per scontrarsi con i due cecchini.

## Distribuzione
Il film sarebbe dovuto uscire nelle sale nel maggio del 2008, ma la sua uscita è stata posticipata per via dello scandalo sessuale di Edison Chen, con la parte di Chen fortemente dimensionata.
Il film è stato distribuito in Italia a partire dal 10 luglio 2012, senza passare per le sale cinematografiche, direttamente in DVD e Blu-Ray Disc per conto della CG Entertainment, in collaborazione con la Tucker Film e il Far East Film Festival.

## Riconoscimenti
- 2009 - Deauville Film Festival
  - Nomination per la miglior regia a Dante Lam
- 2009 - Golden Phoenix Awards
  - Nomination per il miglior attore a Huang Xiaoming